# My Camp Rock
My Camp Rock is een Nederlands en Vlaamse zangcompetitie gebaseerd op de Disney Channel-films Camp Rock en Camp Rock 2: The Final Jam. De prijs is een eigen muziekclip op Disney Channel. De vier finalisten waren Astrid, Haruka Sugihara, Amy en duo Cheyenne en Mayleen. Op 24 september 2010 werden Cheyenne en Mayleen, een Nederlands duo, gekozen als winnaars van de talentenjacht.

## Afleveringen
- Auditie 1 - 18 juni 2010 18:30
- Auditie 2 - 25 juni 2010 18:30
- Bootcamp 1 - 27 augustus 2010 18:30
- Bootcamp 2 - 3 september 2010 18.30
- Bootcamp 3 - 10 september 2010 18:30
- Bootcamp 4 - 17 september 2010 18:30
- The Final Jam - 24 september 2010 18:30
- The Final Jam-De Uitslag - 24 september 2010 20:30
- Muziekclip première[1] - 29 september 2010